# Cyborg Slunks
Cyborg Slunks es el vigesimosegundo álbum del guitarrista Buckethead. El álbum fue lanzado el 30 de octubre de 2007 junto a Kevin's Noodle House junto al baterista Bryan Mantia y su disco anterior Decoding the Tomb of Bansheebot y está disponible sólo a través del sello disquero (TRDSmusic.com).
El álbum contiene la instrumentación de Buckethead y la percusión conducida por Albert.
Las primeras versiones del álbum van a ser lanzadas en una versión de edición limitada con la portada dibujada y numerada por Buckethead. La versión no limitada del álbum fue lanzada el 15 de diciembre de 2007 y cuenta con nombres para cada canción a diferencia de la edición limitada. El sello lanzó en su página oficial www.tdrsmusic.com un documento para los que compraron la edición limitada y quieran la portada del no-limitado, que contiene dicha portada y otros extras que vienen en la edición no limitada.

## Canciones
1. "Sneak Attack" – 6:15
2. "Reopening of the Scapula Factory" – 10:01
3. "Infiltration" – 4:10
4. "Aunt Suzie" – 11:44
5. "A New War is Underway" – 12:07